# Dompierre-les-Églises
Dompierre-les-Églises este o comună în departamentul Haute-Vienne din centrul Franței. În 2009 avea o populație de 362 de locuitori.

## Evoluția populației
| An        | 1975 | 1982 | 1990 | 1999 | 2006 | 2009 |
| --------- | ---- | ---- | ---- | ---- | ---- | ---- |
| Populație | 625  | 501  | 416  | 371  | 359  | 362  |